# Nazionale maschile di pallavolo di Andorra
La nazionale maschile di pallavolo di Andorra è una squadra europea composta dai migliori giocatori di pallavolo di Andorra ed è posta sotto l'egida della Federazione pallavolistica di Andorra.

## Rosa
Segue la rosa dei giocatori convocati per i XX Giochi dei piccoli stati d'Europa.
| N° | Nome               | Ruolo | Data di nascita  | Squadra |
| -- | ------------------ | ----- | ---------------- | ------- |
| 1  | Gerard Orteu       | P     | 21 luglio 2000   | -       |
| 2  | Nahuel Tagliaferro | S     | 21 gennaio 2006  | -       |
| 3  | Marc García        | C     | 13 dicembre 2004 | -       |
| 6  | Iván Lanza         | C     | 20 novembre 1990 | Encamp  |
| 7  | Carlos Dias        | O     | 1982             | -       |
| 8  | Christian Salvador | S     | 23 marzo 1988    | -       |
| 9  | Mateo Vienne       | S     | 1995             | -       |
| 10 | Alan Mitjana       | C     | 2008             | -       |
| 13 | Guilherme Afonso   | L     | 1983             | -       |
| 15 | Sergi Navas        | S     | 1996             | -       |
| 16 | Joel Bosma         | S     | 2005             | -       |
| 18 | Héctor García      | P     | 18 luglio 1982   | -       |
| 19 | Limay Tagliaferro  | L     | 4 aprile 2008    | -       |
| 20 | Gil Moliné         | O     | 17 febbraio 2009 | -       |

## Risultati

### Competizioni CEV
| 2000 | non qualificata | -            |
| 2002 | 6º posto        | Convocazioni |
| 2004 | 5º posto        | Convocazioni |
| 2007 | 2º posto        | Convocazioni |
| 2009 | non qualificata | -            |
| 2011 | 3º posto        | Convocazioni |
| 2013 | non qualificata | -            |
| 2015 | non qualificata | -            |
| 2017 | non qualificata | -            |
| 2019 | non qualificata | -            |
| 2022 | non qualificata | -            |
| 2023 | non qualificata | -            |
| 2024 | non qualificata | -            |

### Competizioni zonali
| 1987 | 4º posto        | Convocazioni |
| 1989 | 7º posto        | Convocazioni |
| 1991 | 7º posto        | Convocazioni |
| 1993 | 7º posto        | Convocazioni |
| 1995 | 2º posto        | Convocazioni |
| 1997 | 3º posto        | Convocazioni |
| 1999 | 5º posto        | Convocazioni |
| 2001 | 4º posto        | Convocazioni |
| 2003 | 4º posto        | Convocazioni |
| 2005 | 2º posto        | Convocazioni |
| 2007 | 4º posto        | Convocazioni |
| 2009 | 2º posto        | Convocazioni |
| 2011 | 6º posto        | Convocazioni |
| 2013 | non qualificata | -            |
| 2015 | non qualificata | -            |
| 2017 | non qualificata | -            |
| 2019 | non qualificata | -            |
| 2025 | 6º posto        | Convocazioni |